# Autocorrección

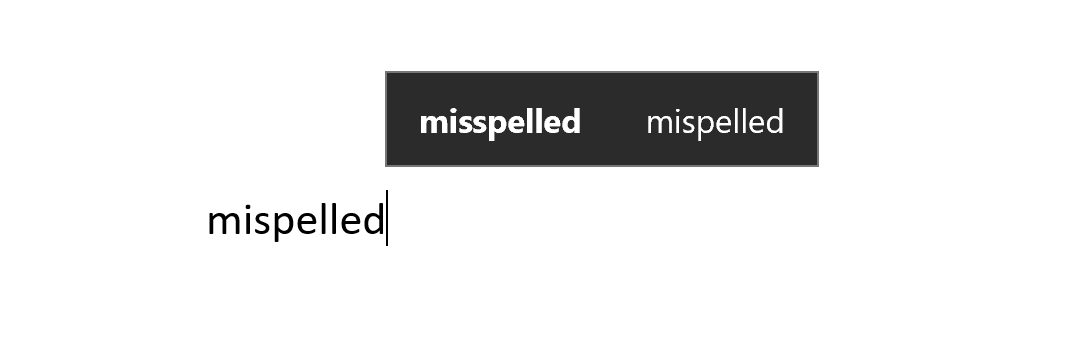
Funcionamiento común del autocorrector detectando posibles fallas y dando posibles sugerencias

Reemplazo de texto o autocorrección es una función muy común de los procesadores de texto tales como Microsoft Word e interfaces para edición de texto para los productos Apple Inc. incluidos iPod, iPhone e iPad. Es similar aunque no idéntica a la función autocompletar. Su propósito principal es ser parte del corrector ortográfico para corregir errores comunes de tipeo o deletreo, ahorrando tiempo al usuario. También es utilizada para formatear texto en forma automática o insertar caracteres especiales al reconocer ciertos usos característicos de los caracteres, evitando que el usuario deba utilizar funciones más tediosas o complejas.
| Ingreso    | Resultado |
| ---------- | --------- |
| tambien    | también   |
| (r)        | ®         |
| aveces     | a veces   |
| ladron     | ladrón    |
| *negritas* | negritas  |
| _itálica_  | itálica   |

Opciones adicionales incluyen reconocer palabras que posean dos letras mayúsculas (p. ej. "EJemplo") y corregirlas, poner en mayúsculas la primera letra al comienzo de las oraciones, y corregir el uso accidental de la tecla Bloq mayús (p. ej. eJEMPLO).
La lista de reemplazos que utiliza el programa puede ser modificada por el usuario, permitiendo el uso de modos abreviados. Por ejemplo, si el usuario está escribiendo un ensayo sobre la revolución industrial, se puede programar una tecla de reemplazo de forma que reemplace cada vez que escriba la 'palabra' "ri" por "revolución industrial", ahorrándole tiempo y esfuerzo al usuario. En el caso de usuarios con cierta paciencia, esta función permite crear un sistema completo de escritura abreviada, en forma similar por ejemplo a Dutton Speedwords, pero con las formas abreviadas siendo reemplazadas de manera instantánea por los textos correctos.
Algunos programas permiten realizar el reemplazo de texto de manera global en todo un sistema operativo, y utilizar el texto ingresado en todas las aplicaciones.

## Desventajas
En determinadas circunstancias, las correcciones automáticas pueden causar problemas. Este es particularmente el caso en la escritura de textos técnicos y científicos. Por ejemplo, el compuesto bioquímico adenosín monofosfato cíclico es comúnmente citado como "AMP cíclico", lo cual a su vez se abrevia "cAMP". Una función de reemplazo de texto podría considerar errónea esta secuencia de mayúsculas, y por lo tanto cambiarla a "Camp", lo cual es incorrecto en el contexto de la bioquímica. Los algoritmos antiguos de autocorrección pueden causar problemas aun en textos no técnicos; esto se denomina efecto Cupertino debido a que al ingresar la palabra en inglés cooperation (la cual algunos diccionarios en inglés no reconocen a menos que se escriba con un guion co-operation) era transformada en Cupertino.